# Державний кордон Намібії

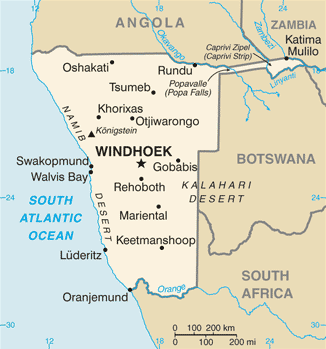
Карта Намібії

Державний кордон Намібії — державний кордон, лінія на поверхні Землі та вертикальна поверхня, що проходить по цій лінії, що визначають межі державного суверенітету Намібії над власними територією, водами, природними ресурсами в них і повітряним простором над ними.

## Сухопутний кордон
Загальна довжина кордону — км. Намібія межує з 4 державами. 
Ділянки державного кордону
| Держава  | Ділянка        | Довжина (км) | Прикордонні регіони | Примітки |
| -------- | -------------- | ------------ | ------------------- | -------- |
| Ангола   | північ         | 1427         |                     |          |
| Ботсвана | схід           | 1544         |                     |          |
| ПАР      | південь        | 1005         |                     |          |
| Замбія   | північний схід | 244          |                     |          |

## Морські кордони
Намібія на заході омивається водами Атлантичного океану. Загальна довжина морського узбережжя 1572 км. Згідно з Конвенцією Організації Об'єднаних Націй з морського права (UNCLOS) 1982 року, протяжність територіальних вод країни встановлено в 12 морських миль (22,2 км). Прилегла зона, що примикає до територіальних вод, в якій держава може здійснювати контроль, необхідний для запобігання порушень митних, фіскальних, імміграційних або санітарних законів, простягається на 24 морські милі (44,4 км) від узбережжя (стаття 33). Виключна економічна зона встановлена на відстань 200 морських миль (370,4 км) від узбережжя.